# Ugo Marchesi
Ugo Marchesi (Magione, 5 novembre 1920 – Treviso, 7 giugno 2014) è stato un politico italiano, eletto nella III e IV legislatura alla Camera dei deputati.

## Biografia
Laureato in Lettere, dirigente delle Ferrovie dello Stato, ne divenne rappresentante sindacale nella provincia di Treviso.
Impegnato in politica con il Partito Comunista Italiano, venne eletto alla Camera dei deputati alle elezioni politiche del 1958 nella circoscrizione Venezia-Treviso, venendo confermato anche a quelle del 1963. Concluse il mandato parlamentare nel 1968.
Nei primi anni '90 fu anche consigliere comunale a Treviso.
Sposato con Tina Giandigiacomi, ebbe una figlia, Teresa. Morì il 7 giugno 2014, all'età di 93 anni.